# Carlo Martello d'Angiò
Carlo Martello d'Angiò (Napoli, 8 settembre 1271 – Napoli, 12 agosto 1295) era il figlio primogenito di Carlo II di Napoli e di Maria Arpad d'Ungheria.
Fu Principe di Salerno dal 1289 e Re titolare d'Ungheria dal 1290 fino alla sua morte.

## Biografia

### Erede al trono d'Ungheria

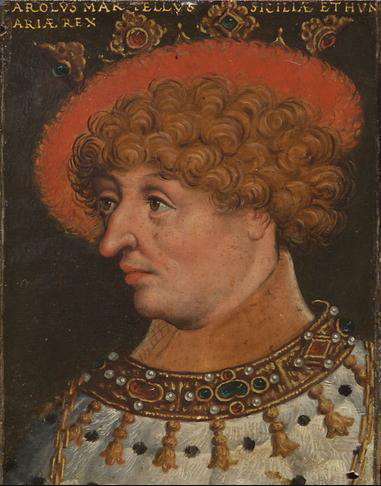
Ritratto di Carlo Martello, Anton Boys

Carlo Martello era il figlio primogenito dell'erede al trono di Napoli, Carlo II detto lo Zoppo, duca di Calabria, figlio primogenito di re Carlo I di Napoli, e di Maria Arpad d'Ungheria (1257 ca. – 25 marzo 1323), figlia del re d'Ungheria, Stefano V e di Elisabetta di Cumania.
Tra i suoi fratelli vi furono san Ludovico di Tolosa, il re di Napoli Roberto d'Angiò e Filippo I di Taranto.
Carlo Martello trascorse la prima infanzia insieme alla madre nel castello del Parco di Nocera (nel quale passò lunghi periodi della sua vita). Nel 1280 il nonno Carlo I d'Angiò che aveva acquisito i diritti al trono del Regno di Arles pensò con l'imperatore Rodolfo d'Asburgo di ricostituire il regno e fece un accordo in seguito al quale, l'imperatore avrebbe ricostituito il regno di Arles per assegnarlo al momento delle future nozze tra Carlo Martello, e Clemenza, figlia di Rodolfo: evento che non si realizzò, a causa dei Vespri siciliani del 1282.
Tra il 1290 e il 1291 il padre gli concesse il feudo e le fortezze di Nocera dei Cristiani.
Destinato al trono ungherese per diritto ereditario, non divenne mai sovrano a tutti gli effetti. Sua madre Maria era figlia di Stefano V e sorella di Ladislao IV, ultimo discendente senza eredi del ramo principale della dinastia degli Arpadi, il che investiva Carlo Martello del pieno diritto di successione.
Re Ladislao morì il 10 luglio 1290 e Carlo Martello, diciannovenne, fu formalmente eletto Re d'Ungheria, incoronato ad Aix due anni dopo.
Secondo Nuova Cronica di Villani fu coronato a Napoli:
"il re Carlo si tornò a Napoli; e ’l giorno di nostra Donna di settembre prossimo il detto re fece in Napoli grande corte e festa, e fece cavaliere Carlo Martello suo primogenito figliuolo, e fecelo coronare del reame d’Ungaria per uno cardinale legato del papa, e per più vescovi e arcivescovi".
Ma ad occupare di fatto il trono magiaro, grazie anche al sostegno di alcuni nobili, fu Andrea III, discendente di un altro ramo della dinastia degli Arpadi, di cui fu ultimo sovrano. A Carlo Martello non restò che il puro titolo formale, destinato comunque a tramandarsi a suo figlio Caroberto, e non tentò mai di recarsi direttamente in Ungheria a pretendere il rispetto dei propri diritti ereditari.
Carlo Martello d'Angiò adottò quale suo stemma uno scudo di Francia (azzurro con gigli dorati) con una brisura, all'interno della quale sono raffigurati dei martelli da fabbro neri: il tutto allusivo al suo nome.

### L'incontro con Dante Alighieri e il ricordo nellaDivina Commedia

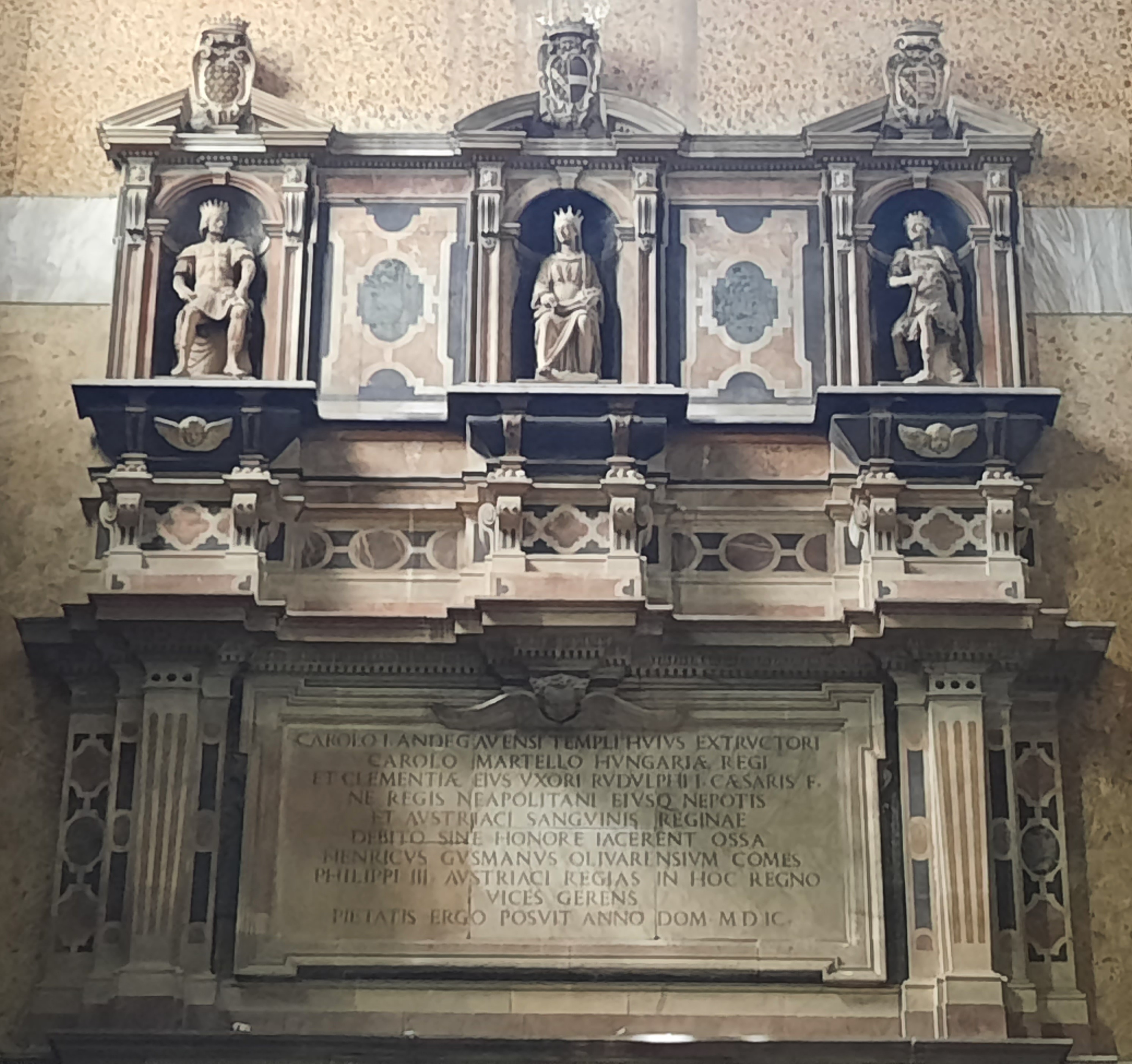
Domenico Fontana, Sepolcri di Carlo d'Angiò, Carlo Martello (la statua in cui è raffigurato è la prima a destra) e Clemenza d'Asburgo nella controfacciata del Duomo di Napoli

Nel 1294 Carlo Martello si recò a Firenze, dove incontrò i suoi genitori che rientravano dalla Francia. In questa occasione, per accoglierlo con tutti gli onori del caso, la città toscana inviò una delegazione della quale pare facesse parte anche Dante Alighieri. In ogni caso appare quasi certo che il Sommo Poeta e il giovane principe angioino abbiano avuto modo di conoscersi di persona e apprezzarsi vicendevolmente, anche per il fatto di condividere gli stessi gusti letterari.
Dante dedica a Carlo Martello un lungo brano della Divina Commedia (Paradiso VIII 31-148 e Paradiso IX 1-12) che racconta l'intenso incontro che il poeta immagina di avere con l'anima del principe nel terzo cielo (Cielo di Venere) del Paradiso:
- Dante Alighieri, Divina Commedia – Paradiso VIII 31-148
- Dante Alighieri, Divina Commedia – Paradiso IX 1-12

## Discendenza
L'11 gennaio 1281 a Vienna sposò Clemenza d'Asburgo, figlia dell'imperatore Rodolfo I e di Gertrude di Hohenberg. Dall'unione nacquero tre figli:
- Carlo Roberto (1288-1342), che fu Re d'Ungheria;
- Beatrice (1290 - Grenoble, 1354), che il 25 maggio 1296 sposò Giovanni II de la Tour-du-Pin, delfino del Viennois;
- Clemenza (febbraio 1293 – Parigi, 12 ottobre 1328), che il 13 agosto 1315 sposò a Parigi il Re Luigi X di Francia.

## Ascendenza
|                        |                    |                                    | Genitori                  |  |  | Nonni |  |  | Bisnonni              |  |  | Trisnonni             |  |
|                        |                    |                                    |                           |  |  |       |  |  | Luigi VIII di Francia |  |  | Filippo II di Francia |  |
|                        |                    |                                    |                           |  |  |       |  |  | Luigi VIII di Francia |  |  | Filippo II di Francia |  |
|                        |                    | Isabella di Hainaut                |                           |  |  |       |  |  | Luigi VIII di Francia |  |  |                       |  |
| Carlo I d'Angiò        |                    |                                    |                           |  |  |       |  |  | Luigi VIII di Francia |  |  |                       |  |
|                        |                    | Bianca di Castiglia                | Alfonso VIII di Castiglia |  |  |       |  |  |                       |  |  |                       |  |
|                        |                    | Bianca di Castiglia                | Alfonso VIII di Castiglia |  |  |       |  |  |                       |  |  |                       |  |
|                        |                    | Bianca di Castiglia                | Eleonora d'Inghilterra    |  |  |       |  |  |                       |  |  |                       |  |
| Carlo II d'Angiò       |                    | Bianca di Castiglia                |                           |  |  |       |  |  |                       |  |  |                       |  |
|                        |                    | Raimondo Berengario IV di Provenza | Alfonso II di Provenza    |  |  |       |  |  |                       |  |  |                       |  |
|                        |                    | Raimondo Berengario IV di Provenza | Alfonso II di Provenza    |  |  |       |  |  |                       |  |  |                       |  |
|                        |                    | Raimondo Berengario IV di Provenza | Garsenda di Provenza      |  |  |       |  |  |                       |  |  |                       |  |
| Beatrice di Provenza   |                    | Raimondo Berengario IV di Provenza |                           |  |  |       |  |  |                       |  |  |                       |  |
|                        |                    | Beatrice di Savoia                 | Tommaso I di Savoia       |  |  |       |  |  |                       |  |  |                       |  |
|                        |                    | Beatrice di Savoia                 | Tommaso I di Savoia       |  |  |       |  |  |                       |  |  |                       |  |
|                        |                    | Beatrice di Savoia                 | Margherita di Ginevra     |  |  |       |  |  |                       |  |  |                       |  |
| Carlo Martello d'Angiò |                    | Beatrice di Savoia                 |                           |  |  |       |  |  |                       |  |  |                       |  |
|                        | Béla IV d'Ungheria | Andrea II d'Ungheria               |                           |  |  |       |  |  |                       |  |  |                       |  |
|                        | Béla IV d'Ungheria | Andrea II d'Ungheria               |                           |  |  |       |  |  |                       |  |  |                       |  |
|                        | Béla IV d'Ungheria | Gertrude di Merania                |                           |  |  |       |  |  |                       |  |  |                       |  |
| Stefano V d'Ungheria   | Béla IV d'Ungheria |                                    |                           |  |  |       |  |  |                       |  |  |                       |  |
|                        |                    | Maria Lascaris di Nicea            | Teodoro I Lascaris        |  |  |       |  |  |                       |  |  |                       |  |
|                        |                    | Maria Lascaris di Nicea            | Teodoro I Lascaris        |  |  |       |  |  |                       |  |  |                       |  |
|                        |                    | Maria Lascaris di Nicea            | Anna Comnena Angelina     |  |  |       |  |  |                       |  |  |                       |  |
| Maria d'Ungheria       |                    | Maria Lascaris di Nicea            |                           |  |  |       |  |  |                       |  |  |                       |  |
|                        |                    | …                                  | …                         |  |  |       |  |  |                       |  |  |                       |  |
|                        |                    | …                                  | …                         |  |  |       |  |  |                       |  |  |                       |  |
|                        |                    | …                                  | …                         |  |  |       |  |  |                       |  |  |                       |  |
| Elisabetta dei Cumani  |                    | …                                  |                           |  |  |       |  |  |                       |  |  |                       |  |
|                        |                    | …                                  | …                         |  |  |       |  |  |                       |  |  |                       |  |
|                        |                    | …                                  | …                         |  |  |       |  |  |                       |  |  |                       |  |
|                        |                    | …                                  | …                         |  |  |       |  |  |                       |  |  |                       |  |
|                        |                    | …                                  |                           |  |  |       |  |  |                       |  |  |                       |  |